# سامية الأغبري
سامية الأغباري هي ناشطة حقوقية ومدوِّنة يمنية اشتهرت بفضل انتقاداتها المُتكررة للحكومة اليمنية. لعبت سامية دورًا بارزًا في الاحتجاجات التي عمّت الشوارع اليمنية والتي طالبت الرئيس علي عبد الله صالح بالتنحي من السلطة.

## حياتها
سامية هي صحفية وناشطة في مجال حقوق الإنسان في دولة اليمن. دخلت عالم الشهرة عام 2007 عندما كتبت مقالًا انتقدت فيه قرار الرئيس علي عبد الله صالح الترشح لولاية أخرى. خلّف المقال ردود فعل قوية جعلت الحكومة اليمنية تنشر هي الأخرى مقالا آخر ذُكر فيه أنّ سامية لها علاقات غير مشروعة مع رِجال أجانب. كل هذا دفعَ بها إلى رفعِ دعوى قضائية ضد الصحيفة التي نشرت تلك المقال وفازت. كانت واحدة من قادة الاحتجاج ضد الرئيس علي عبد الله صالح كما تُعدّ واحدة من العديد من النساء اللاتي انضممنَ إلى الاحتجاج في اليمن، حيث عملت على توزيع منشورات ضد الحكومة كما قامت بتوثيق انتهاكات حقوق الإنسان التي ارتكبتها قوات الأمن الحكومية. شغلت منصب رئيسة لجنة الحقوق والحريات كما لعبت دورًا مهمًا في نقابة الصحفيين في اليمن. بحلول 13 شباط/فبراير 2011؛ تعرضت سامية لاعتداء جسدي حيث تمّ مهاجمتها ومحاولة اختطافها لكنّ المهاجمين فشلو في ذلك. اتهمت سامية ضباط الشرطة الذين كانوا في مكان قريب بعدم التدخل. في 12 كانون الأول/ديسمبر 2012؛ عادت سامية للسّاحة حيث قالت: «في اليمن الكلّ قبيح، السياسة، الدّين وحتى المجتمع» وذلكَ في الذكرى العاشر على اغتيال جار الله عمر. أثار تعليقها هذا جدلا كبيرًا خاص من الإسلاميين الذين هاجموها واتهموها بالتطاول على الدين. أعربت في وقتٍ لاحق عن اليأس في أعقاب الفوضى التي أعقبت الإطاحة بالرئيس.